# Novo Selo (Leskovac, Srbija)
Novo Selo je naselje u gradu Leskovcu, Jablanički upravni okrug, Srbija. Prema popisu iz 2022. godine u Novon Selu je živjelo 7 stanovnika.